# Thrangalia
Thrangalia is een kevergeslacht uit de familie van de boktorren (Cerambycidae). De wetenschappelijke naam van het geslacht werd voor het eerst geldig gepubliceerd in 1995 door Holzschuh.

## Soorten
Thrangalia is monotypisch en omvat slechts de volgende soort:
- Thrangalia diaboliella Holzschuh, 1995